# Terranova di Pollino
Pour les articles homonymes, voir Terranova.
Terranova di Pollino est une commune italienne d'environ 1 100 habitants située dans la province de Potenza, dans la région Basilicate, en Italie méridionale.

## Administration
| Période                                  | Période | Identité | Étiquette | Qualité |
| ---------------------------------------- | ------- | -------- | --------- | ------- |
|                                          |         |          |           |         |
| Les données manquantes sont à compléter. |         |          |           |         |

### Hameaux
Casa Del Conte, Destra Delle Donne, San Migalio, Vena Della Ricotta.

### Communes limitrophes
Alessandria del Carretto, Castrovillari, Cerchiara di Calabria, Chiaromonte, Francavilla in Sinni, San Costantino Albanese, San Lorenzo Bellizzi, San Paolo Albanese, San Severino Lucano.